# Marcovia
Marcovia – gmina (municipio) w południowym Hondurasie, w departamencie Choluteca. W 2010 roku zamieszkana była przez ok. 48 tys. mieszkańców. Siedzibą administracyjną jest miejscowość Marcovia.

## Położenie
Gmina położona jest w południowo-zachodniej części departamentu. Graniczy z 2 gminami:
- San Lorenzo od północnego zachodu,
- Choluteca od północnego wschodu i wschodu.

Od zachodu i południa ograniczona jest przez Zatokę Fonseca.

## Miejscowości
Według Narodowego Instytutu Statystycznego Hondurasu na terenie gminy położone były następujące miasteczka i wsie:

- Marcovia
- Cedeño
- Colonia Buena Vista
- El Botadero
- El Obraje
- El Papalón
- Guapinol
- La Gervacia
- La Joyada
- Las Arenas
- Las Pozas
- Los Llanitos
- Los Mangles
- Monjarás
- Piedra de Agua
- Pueblo Nuevo
- Punta Ratón
- San José de Las Conchas
- San Juan Bosco
- Santa Cruz
- Tambor Abajo

## Demografia
Według danych honduraskiego Narodowego Instytutu Statystycznego na rok 2010 struktura wiekowa i płciowa ludności w gminie przedstawiała się następująco:
| Wiek      | 0–3   | 4–6   | 7–12  | 13–17 | 18–24 | 25–64  | 65+   | razem  |
| Marcovia  | 5 371 | 3 912 | 7 725 | 6 062 | 7 216 | 15 845 | 1 841 | 47 971 |
| Mężczyźni | 2 711 | 2 040 | 3 847 | 3 036 | 3 624 | 7 551  | 831   | 23 640 |
| Kobiety   | 2 660 | 1 872 | 3 879 | 3 025 | 3 592 | 8 294  | 1 010 | 24 332 |